# No sé qui ets
No sé qui ets (originalment en anglès, Her Dark Past) és una pel·lícula protagonitzada per Anna Lise Phillips, Kevin Ryan, JR Bourne i Kristina Klebe. La pel·lícula es va estrenar a la xarxa Lifetime el 2016. La pel·lícula també es va comercialitzar amb el nom original de The Many Faces of Alice a territoris dels Estats Units a ultramar. Es va doblar al català per TV3, que va emetre-la per primer cop el 13 de novembre de 2021.
La pel·lícula se centra al voltant d'Alice, que és atacada i es desperta amb amnèsia. Sense memòria del seu passat ni del seu atacant, l'Alice ha d'aprendre en qui confiar i afrontar la veritat de qui és realment.